# 段思廉
大理世宗段思廉（1027年—1108年），是大理国11位皇帝，属太祖段思平支系，段思平重孙，段思智子，1044年—1075年在位。
1044年相国岳侯高智昇发动政变，废黜了天明皇帝段素兴，拥立段思平的玄孙段思廉为皇帝，这样大理国的皇位经历了9代终于又回到太祖段思平一系。翌年改元保安。段思廉即位后，国势混乱，高智昇以拥戴之功大权在握，权倾朝野。外交上，1053年，收留兵败逃入大理国的两广蛮侬族首领侬智高等人及其余众。1055年，在宋廷逼迫下，斩首侬智高（一说侬智高先已死于大理），函其首级以献北宋。1063年姚州（今云南姚安县）贵族杨允贤在洱海地区发动叛乱，段思廉无力平叛，只得请求高智昇出兵，加封高智升太保、德侯，赐予白崖禾甸之地。高智昇乘机扩大地盘，并逼迫皇帝晋封他为鄯阐侯，大有取代段氏之势。段思廉用过4个年号，是保安、政安、正德、保德。1075年（一作1074年）被迫禅位为僧，由子段廉义继位，法号本源大师。死后庙号世宗（一作興宗），谥孝德皇帝。